# 菲尔基兴 (巴伐利亚州)
菲尔基兴是德国巴伐利亚州的一个市镇。总面积19.38平方公里，总人口4310人，其中男性2152人，女性2158人（2011年12月31日），人口密度222人/平方公里。